# Aachen West
Aachen West – stacja kolejowa w Akwizgranie, w kraju związkowym Nadrenia Północna-Westfalia, w Niemczech. Według klasyfikacji Deutsche Bahn posiada 4 kategorię. Znajduje się tu 1 peron.